# 1855 en France
Chronologie de la France
- 1851
- 1852
- 1853
- 1854
- 1855
- 1856
- 1857
- 1858
- 1859

Cette page concerne l'année 1855 du calendrier grégorien.

## Événements
- 8 janvier : le général Niel devient l'aide de camp de Napoléon III[1].
- 10 janvier : le général Aimable Pélissier succède au général François Certain de Canrobert dans le commandement du 1er corps de l'armée d'Orient[2].
- 12 janvier : le conseil municipal de Paris adopte un programme d’alimentation en eau et d’évacuation des eaux usées de la capitale présenté par le préfet Haussmann ; le directeur du service des eaux Eugène Belgrand est chargé de mettre en place le projet[3].
- 25 janvier : fondation de la Société Henry Merle et Compagnie, qui devient le 24 août la Compagnie des produits chimiques d'Alais et de la Camargue, crée par le chimiste Henry Merle et Jean-Baptiste Guimet pour produire de la soude à Salindres, dans le Gard, puis de l'aluminium à partir de 1860[4]. Elle acquiert d'importants marais salants sur la commune d'Arles en Camargue pour l'exploitation du sel, et est à l'origine de la localité de Salin-de-Giraud créée dès 1856 pour loger les sauniers[5].

- 3 février : Eugène Rouher devient ministre de l'Agriculture, du Commerce et des Travaux publics[6], par lequel, pendant 8 ans, il aura en charge l'économie française, conjointement avec le ministère des Finances.
- Entre le 15 et le 16 février : naufrage de la frégate française "La Sémillante", entre la Corse et la Sardaigne, avec 702 hommes à bord, dont 393 soldats en route pour la guerre de Crimée. Aucun survivant. Le naufrage qui aura fait le plus de victimes en Méditerranée.
- 17 février : lancement à Brest du vaisseau à trois-ponts « Bretagne »[7].

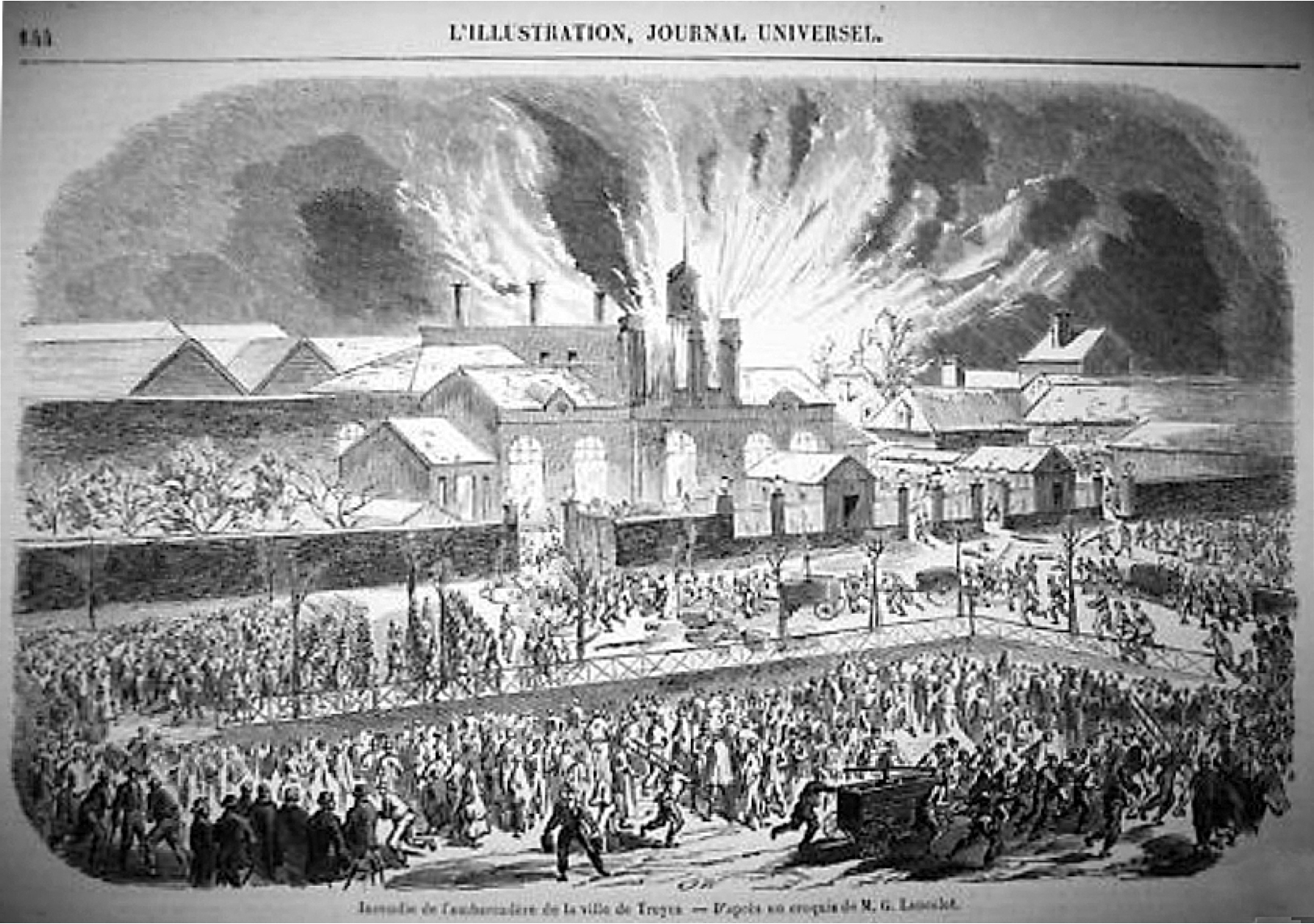
L'incendie de la gare de Troyes en 1855. Gravure publiée dans l'Illustration d'après un croquis de M. G. Lancelot

- 19 février : incendie de la gare de Troyes[8].
- 22 février : un décret impérial approuve la Compagnie générale des omnibus, qui commence ses activités à Paris le 1er mars[9].
- 24 et 25 février : fondation par les Frères Pereire de la Compagnie générale maritime, future Compagnie générale transatlantique[10].

- 26 mars : Alfred Chauchard, Auguste Hériot et Charles Eugène Faré ouvrent au rez-de-chaussée du Grand Hôtel du Louvre les Galeries du Louvre, futur Grands Magasins du Louvre en 1857[11].

- 17-21 avril : voyage à Londres de l'empereur Napoléon III et de sa femme Eugénie[12].
- 28 avril : Napoléon III échappe à la tentative d'assassinat de Giovanni Pianori. Ce carbonaro, originaire des États pontificaux, tire deux coups de pistolet en direction de l'empereur aux Champs-Élysées alors qu'il se rendait à cheval au bois de Boulogne. Arrêté et condamné à mort le 7 mai, il est guillotiné le 14 mai[13].
- 16 avril  : ouverture de la ligne de chemin de fer Lyon-Valence[14], permettant la liaison directe entre Paris et Montpellier.

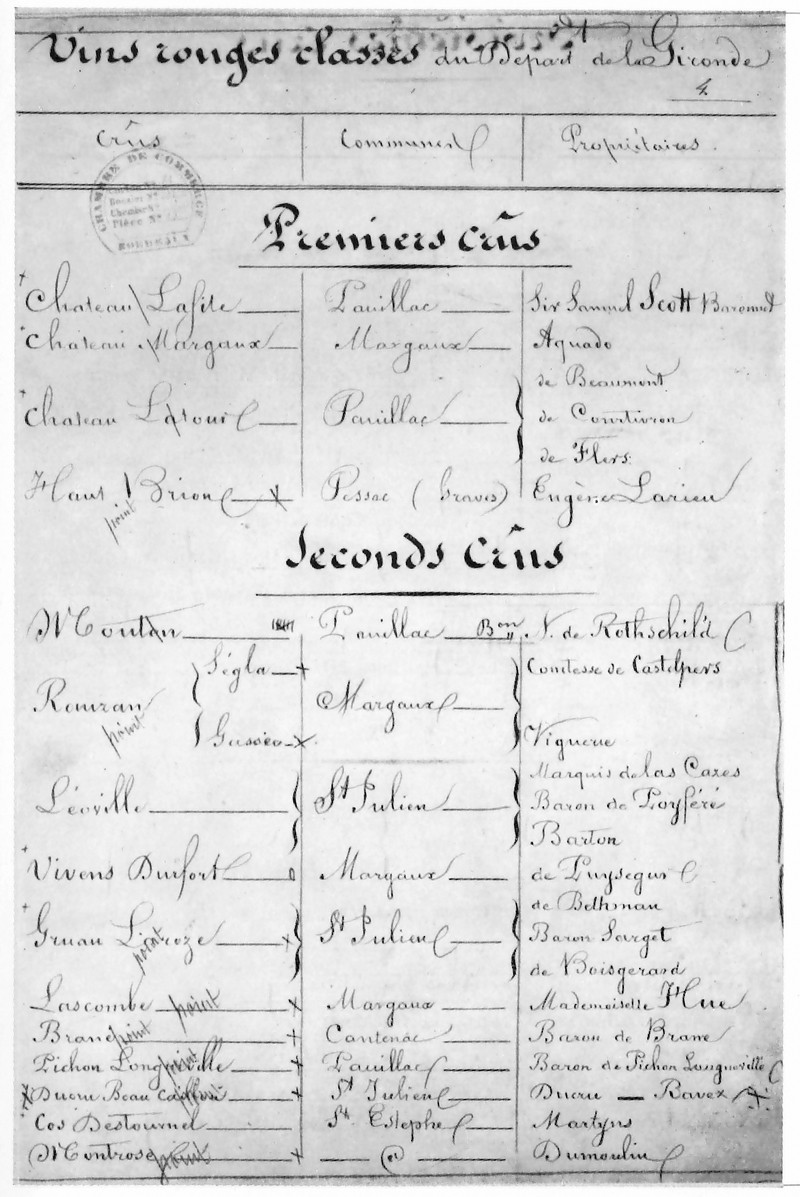
Classification officielle des vins de Bordeaux de 1855 (3ème page).

- 18 avril : présentation par la Chambre de commerce de Bordeaux et le Syndicat des négociants de la classification officielle des vins de Bordeaux dressée pour les besoins de l’Exposition universelle à la demande de Napoléon III[15].

- 2 mai : loi sur la propriété industrielle[16] favorisant les créations collectives.
- 7 mai : Napoléon III renvoie son ministre des Affaires étrangères, Edmond Drouyn de Lhuys, partisan d'un bastion conservateur en tournée en Europe. Le comte Walewski (fils naturel de Napoléon Ier) devient ministre des Affaires étrangères[17]. Il était auparavant ambassadeur à Londres.

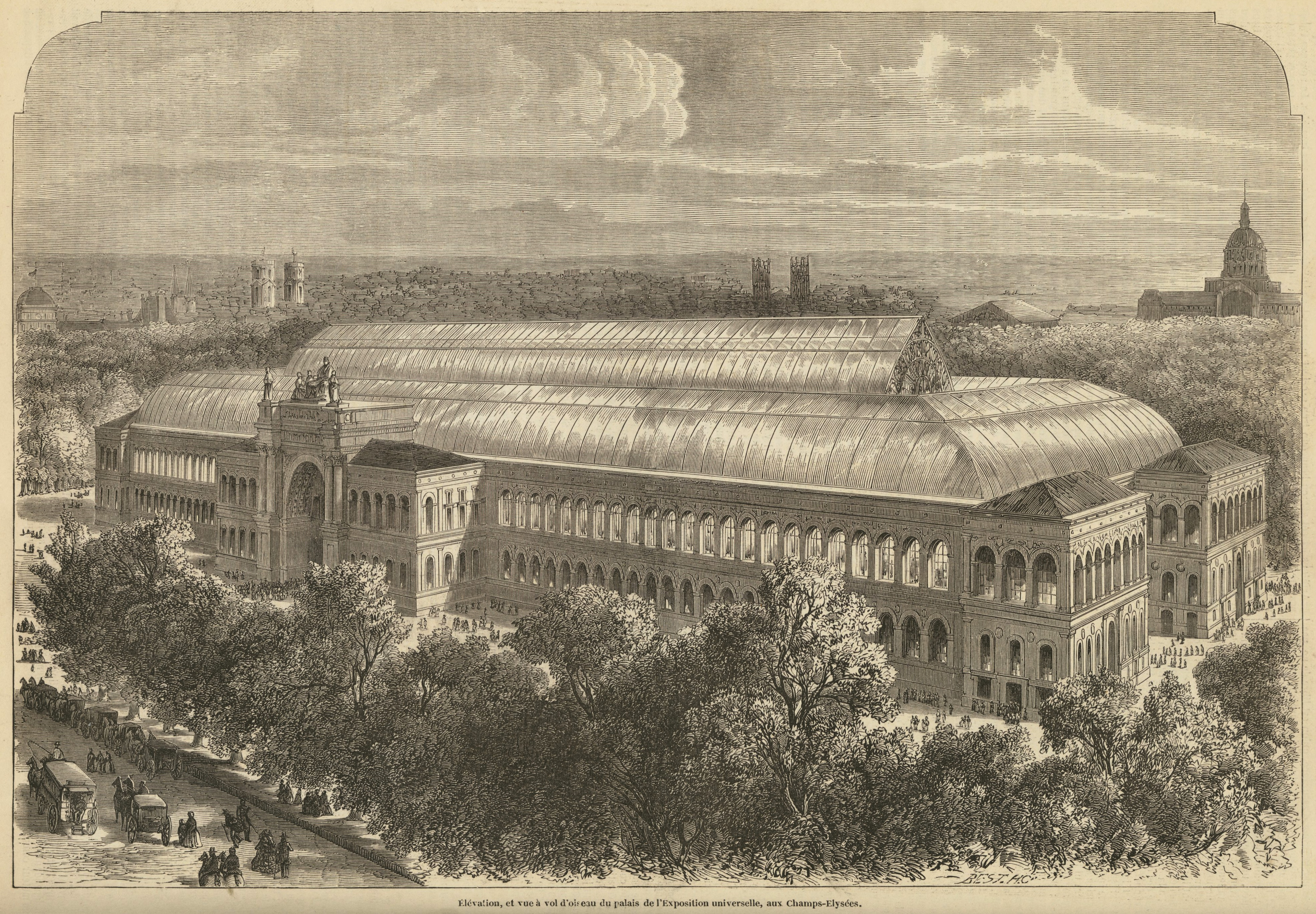
Vue du palais de l'Exposition universelle, aux Champs-Elysées.

- 15 mai : ouverture de l'Exposition universelle de Paris[12] (jusqu'au 15 novembre).
- 16 mai : critiqué à Paris et en désaccord avec le général britannique Lord Raglan, le général Canrobert remet le commandement en chef de l'armée française d'Orient au général Pélissier[18].
- 27 mai : ouverture de la section Pessac (Bordeaux-Ségur) - Bordeaux de la ligne de Bordeaux à Irun par la Compagnie des chemins de fer du Midi[19].
- 31 mai : ouverture de la section Bordeaux - Langon de la ligne de Bordeaux à Sète par la Compagnie des chemins de fer du Midi[19].

- 16 juin : décret impérial portant autorisation de la Compagnie des chemins de fer de l'Ouest[20].

- 1er juillet : ouverture de la section Mantes-Embranchement - Lisieux de la ligne de Paris à Cherbourg par la Compagnie des chemins de fer de l'Ouest[19].
- 11 juillet : décret impérial portant autorisation de la Compagnie du chemin de fer des Ardennes et de l'Oise[21].

- 11 août : ouverture de la section Laroche-Migennes - Auxerre de la ligne de Laroche-Migennes à Cosne par la Compagnie du chemin de fer de Paris à Lyon[22].
- 16 août : décret impérial portant autorisation de la Compagnie du chemin de fer de Bessèges à Alais[21].

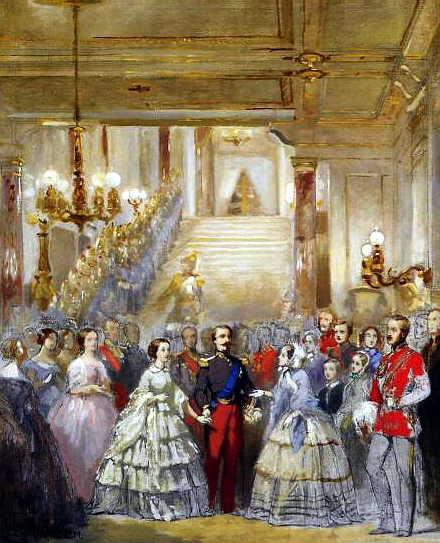
Charles Müller- Arrivée de S.M. la reine d’Angleterre au Palais de Saint-Cloud le 24 août 1855.

- 18-27 août : la reine Victoria du Royaume-Uni et son mari le prince Albert sont reçus à Paris sous les acclamations[12]. C'est la première visite officielle d'un monarque britannique en France depuis 400 ans[23].
- Nuit du 26 au 27 août : insurrection des ardoisiers de Trélazé ; plus de 600 ouvriers carriers conduit par François Attibert et Jean-Marie Secrétain, un marianniste, s’emparent de la gendarmerie de Trélazé puis marchent sur Angers. Prévenue, la force publique les attend et l’insurrection tourne court. Il n’y aucune victime, mais on procède à de nombreuses arrestations. Les meneurs sont envoyés au bagne[24].

- 8 septembre :
  - Napoléon III échappe à l'attentat de Bellemare[12].
  - prise de la tour Malakoff par les Franco-Britanniques[25].
- 9 septembre : les Russes évacuent Sébastopol après 332 jours de siège. Le général Pelissier s’empare de la ville le 10 septembre[26].
- 10 septembre : arrêté Gueydon qui impose un passeport intérieur à la Martinique[27].
- 12 septembre : le général Aimable Pélissier est nommé maréchal de France[28], et sénateur le 15 septembre[29].
- 22 septembre : le général de brigade François Achille Bazaine est nommé commandant supérieur de la place de Sébastopol, avec le grade de général de division[30].
- 30 septembre : traité d’amitié et de commerce entre la France et le Khasso[31]. Faidherbe, Gouverneur du Sénégal, fait construire un fort à Médine pour y installer 1 300 militaires venus de Saint-Louis du Sénégal[32].

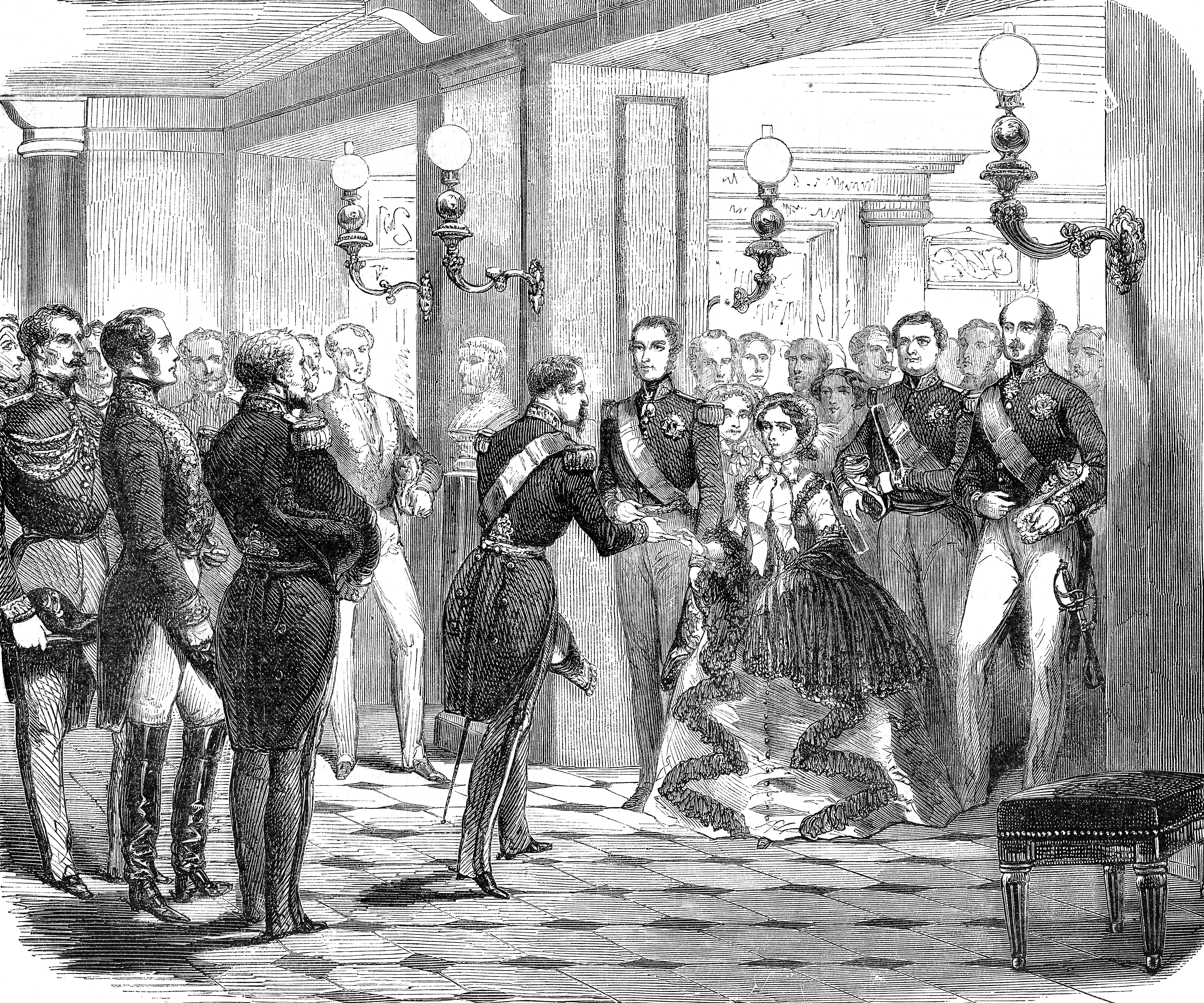
Visite du duc de Brabant et de Marie-Henriette à l’empereur Napoléon III le 12 octobre 1855.

- 12 octobre : réception du duc et de la duchesse de Brabant au château de Saint-Cloud.
- 16 octobre : inauguration du Grand Hôtel du Louvre, construit en quatorze mois depuis le 27 août 1854 par la société immobilière des Frères Pereire[33].

- 21 novembre : traité de Stockholm entre la France, le Royaume-Uni et la Suède qui s'engage à ne pas céder aux demandes de la Russie[34].

- 18 décembre : le général Forey est placé à la tête de la 1re division de l'armée de Paris[35].
- 29 décembre, France : ouverture de la section Lisieux - Mondeville de la ligne de Paris à Cherbourg par la Compagnie des chemins de fer de l'Ouest[19].